# Iglesia de San Sebastián (Reinosa)
La iglesia de San Sebastián, en Reinosa (Cantabria, España), fue declarada Bien de Interés Cultural en el año 1983. Se encuentra en la calle de San Sebastián, delante de la plaza de Juan XXIII, en el centro del casco urbano, muy cerca de la Casa de las Princesas.

## Historia
En el lugar donde se encuentra el actual templo barroco hubo una iglesia, del siglo XVI, en la que se dice que trabajó el cantero Pedro de la Peña. A esta época parece pertenecer el cuerpo central. En el siglo XVIII (años 1754-1774), se le añadieron la torre, la portada y la cúpula.

## Descripción

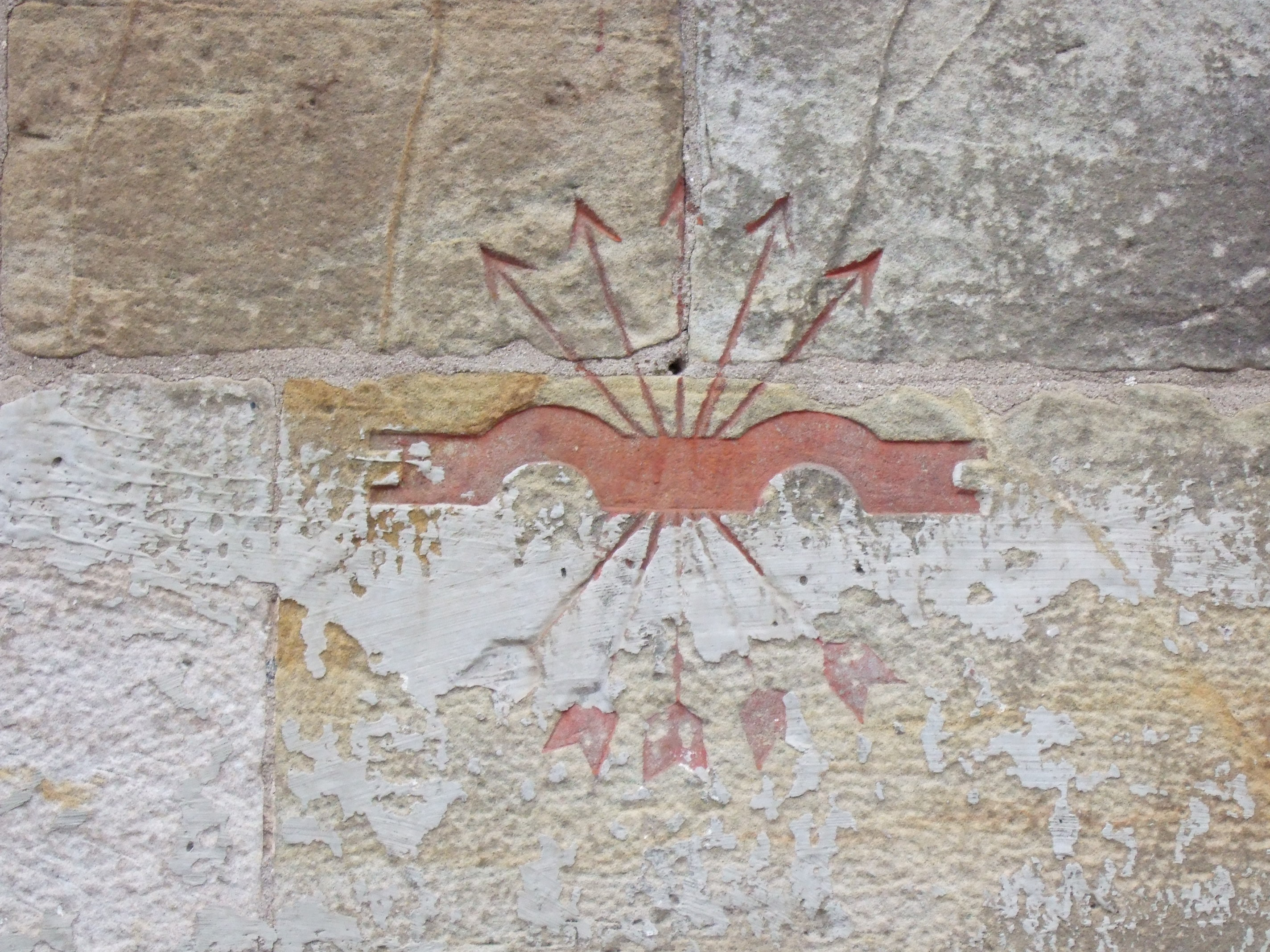
Detalle falangista en la iglesia

El templo parroquial de San Sebastián de Reinosa es el mejor ejemplo de la arquitectura barroca en la comarca de Campoo y uno de los más destacados de este estilo dentro de Cantabria. Es un edificio construido en sillería, siendo leyenda no acreditada que las piedras procedieran de las ruinas romanas de Julióbriga. De su exterior destacan la torre y la portada. Por lo que se refiere a la torre, tiene dos cuerpos lisos sobre los que se alza un tercer cuerpo donde se encuentran las campanas y todo ello rematado con una pirámide rodeada por balaustrada.
En la fachada principal hay una inscripción dedicada a José Antonio Primo de Rivera con el símbolo de la Falange que se aprecia en la fotografía de la derecha, junto a las cuales hay una lista con los nombres de los reinosanos del bando franquista muertos en la Guerra Civil. Este tipo de inscripción es frecuente en muchas iglesias de España y sigue causando polémica; también en Reinosa donde se especuló sobre el borrado de la inscripción, aunque lo cierto es que a día de hoy continúa en su lugar.
Por lo que se refiere a la portada principal, se encuentra en la fachada meridional. Es una puerta de arco de medio punto apoyado en columnas y con pilastras a los lados como decoración. Por encima hay una ventana en hornacina, con un frontón partido encima. Todo ello se inscribe en otro gran arco de medio punto rematado por el escudo real de España y un San Sebastián en lo alto. Una inscripción en la fachada dice:

REYNANDO LA MAJESTAD DEL SEÑOR CARLOS III SE IZO ESTA OBRA COSTA DE LOS PROPIOS DE LA BILLA SIENDO CORREGIDOR DE ELLA EL LIZENDO DON JOSEF DE LA GANDARA SALAZAR AÑO 1774.

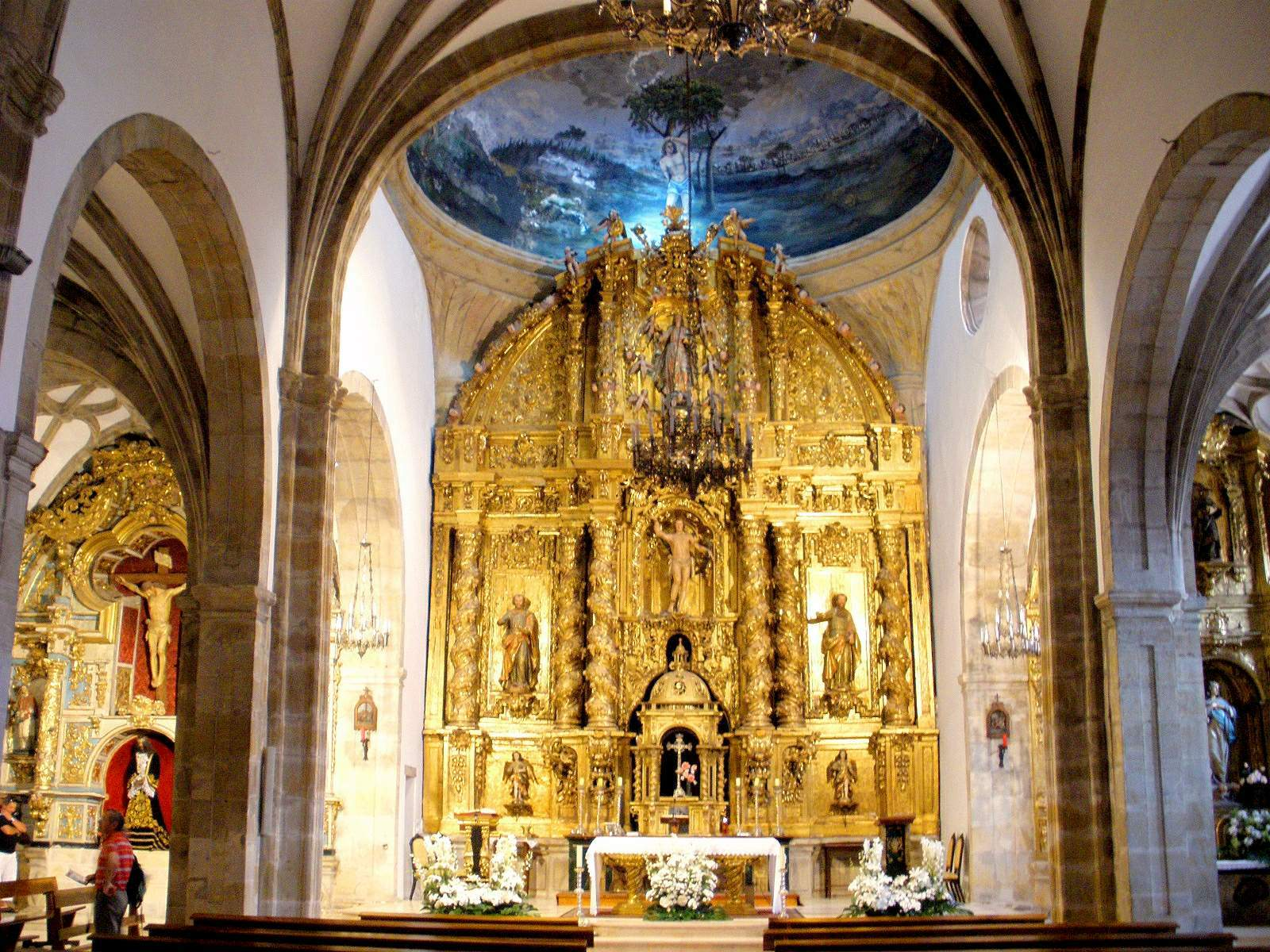
Aspecto del interior del templo

En cuanto al interior, se trata de una iglesia amplia, de tres naves
separadas por pilastras. La cubierta de las naves es de bóveda de crucería, con
terceletes y combados, lo cual es un rasgo del gótico. Sobre el
presbiterio hay una cúpula con linterna en la que hay pinturas murales de no muy buena calidad.
Destacan sus retablos barrocos cuya riqueza en dorados se atribuye a que se elaboraron con el oro donado por el conde de Revillagigedo, virrey en México. De ellos destaca el retablo del altar mayor, dedicado a San Sebastián. Es de estilo barroco churrigueresco y pertenece a la primera mitad del siglo XVIII. Se atribuye a maestros de Siete Villas. Entre sus columnas salomónicas son dignas de mención las esculturas de San Pedro, San Pablo y la Virgen del remate.
Hay otros retablos: el de la Veracruz, contemporáneo del anterior, y los del Sagrado Corazón y el de la Inmaculada Concepción, de las últimas décadas del siglo XVIII. La iglesia conserva otros bienes muebles de carácter religioso, entre los que puede mencionarse una gran custodia de plata de 1760 y dos lámparas mexicanas, también de plata.

## Polémica
En 2020 se levantó una polémica en medios de comunicación por la restauración de un querubín.